# Pèlerinage de Neviges

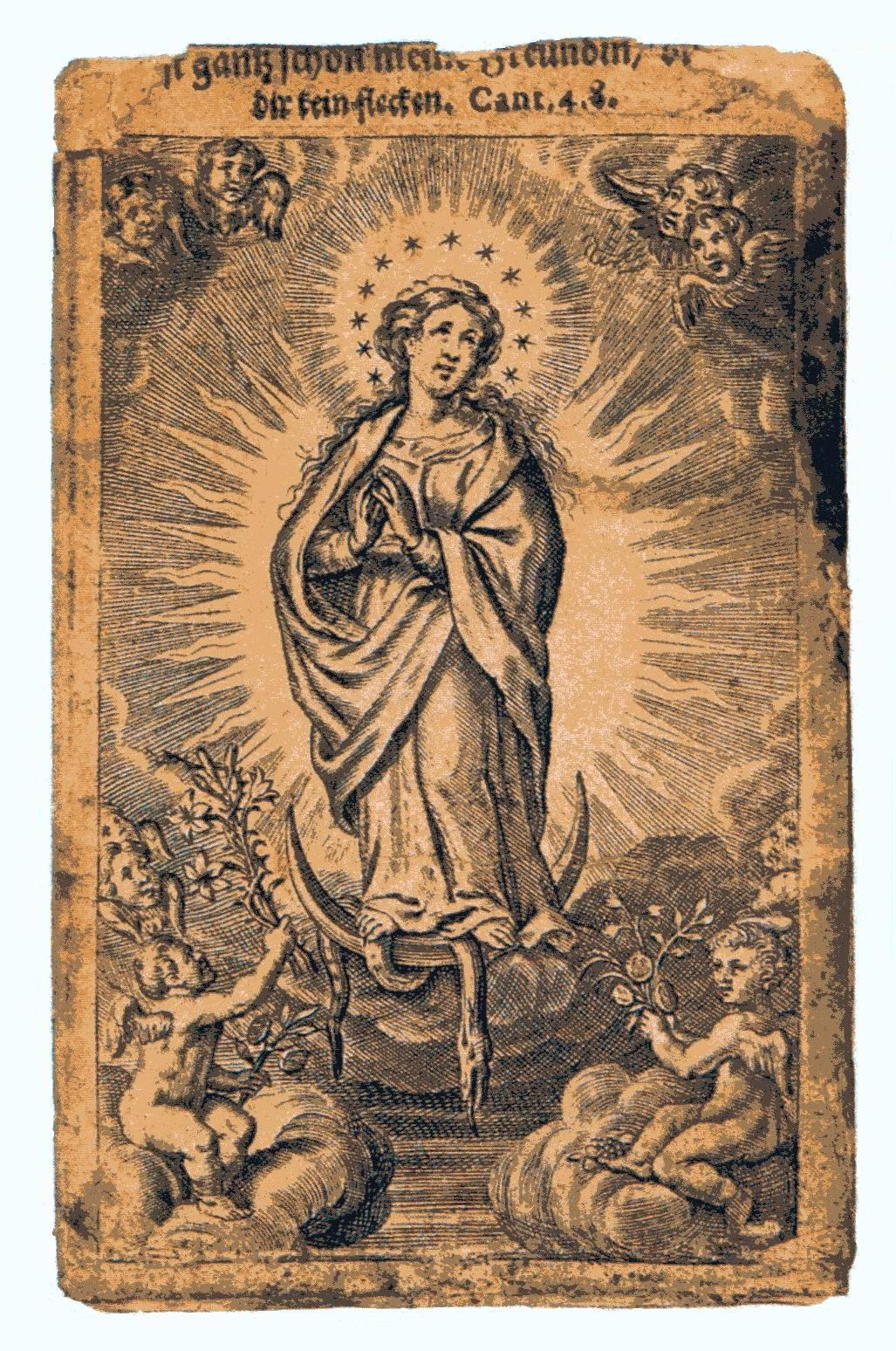
Image sainte de l'Immaculée Conception, vénérée à Néviges

Le Pèlerinage de Neviges est un important pèlerinage marial au sanctuaire de Neviges à Velbert en Rhénanie-Westphalie, de l'archidiocèse de Cologne, en Allemagne.

## L’image miraculeuse de Neviges
Les pèlerins viennent vénérer l’image miraculeuse de Marie Immaculée Conception, une gravure sur cuivre représentant la Mère de Dieu telle qu’elle est décrite dans l’Apocalypse de Jean (chap. 12) : « Une femme. Le soleil l'enveloppe, la lune est sous ses pieds et douze étoiles couronnent sa tête ». Marie est debout sur le croissant de la lune, écrasant le serpent dont la tête pend lamentablement, la langue dehors. Les cheveux de la Vierge sont tressés en couronne autour de la tête pour tomber ensuite le long des épaules en signe de virginité. Deux anges bordent l’image, tenant dans les mains des branches de roses qui signifient pureté et amour.
La gravure a été détachée du livre de prières Das Himmlisch Palm-Gärtlein (La petite palmeraie céleste) du jésuite Wilhelm Nakatenus (de) (1617–1682), qui connut à partir de 1660 de nombreuses éditions. Le rapport à l’Immaculée Conception ressort du fait que la page est couronnée d’une citation tirée du Cantique des Cantiques (4.7): « Tu es toute belle, ma bien aimée, et sans tache aucune ».

## Histoire du pèlerinage

### Naissance du sanctuaire
Dans le désert matériel et spirituel créé par la Guerre de Trente Ans qui inspire au peuple catholique un élan de piété mystique et mariale, on voit naître dans la région Rhénanie-du-Nord-Westphalie, entre 1640 et 1680, quatre sanctuaires mariaux importants à Kevelaer (1641), Telgte (1651), Werl (1661) et Neviges (1681). L’affluence des pèlerins ayant un impact économique non-négligeable, les seigneurs des lieux soutiennent souvent activement la naissance et le développement des pèlerinages. En fin de compte, il s’agit pour les catholiques de faire pièce au protestantisme, largement établi dans le pays. Les sanctuaires servent donc aussi à la reconquête catholique entreprise dans l’esprit du Concile de Trente.
Le pèlerinage de Neviges se constitue sur le modèle de Kevelaer. En priant devant une image mariale, la personne perçoit une voix mystérieuse qui réclame la construction d’une chapelle. Il ne s’agit donc pas à proprement parler d’une apparition mariale visuelle, mais de l’audition privée d’une voix.
Deux personnes sont à l’origine du sanctuaire. D’abord la régente souveraine du lieu, la très catholique Anna de Asbeck, qui appelle, en 1676, sur son domaine du Hardenberg une communauté de franciscains avec pour mission d'étendre la foi catholique dans un pays presque exclusivement protestant. Ensuite un frère mineur, qui reçut, mais à un autre endroit, l'expérience mystique qui déclencha le pèlerinage.
En effet, alors qu’en septembre 1680, au monastère de Dorsten (à 50 km de Neviges), Antonius Schirley, franciscain de 32 ans, prie devant la gravure décrite ci-dessus, il entend une voix lui dire : « Apporte-moi au monastère du Hardenberg. C’est là que je désire être vénérée. »
Les deux nuits suivantes, la voix délivre deux autres messages. Il doit d’abord dire aux franciscains de Neviges qu’un grand prince tombera malade et qu’il n’en guérira que grâce à l’image miraculeuse et à condition de soutenir le monastère, dont la construction s’enlise. Ensuite il est prié de célébrer pendant neuf semaines la messe le samedi « à titre de merci à mon Immaculée Conception ». Il faut savoir que l’Immaculée Conception, reconnue depuis le concile de Bâle, dogme seulement en 1854, avait dans les franciscains ses défenseurs les plus fervents.
Schirley s’adressant au supérieur du monastère de Neviges, celui-ci se tourne vers le père abbé de l’Abbaye de Werden et gagne son soutien. Quant au « grand prince », c’est Ferdinand von Fürstenberg, évêque de Paderborn, qui, malade, se fait apporter l’image miraculeuse et guérit. Sa contribution financière permet de poser la première pierre du monastère le 20 juillet 1681 et c’est le 25 octobre de la même année que le premier pèlerinage réunit l’abbé de Werden, le prince-évêque de Paderborn et Jean-Guillaume de Neubourg-Wittelsbach, duc de Berg, dont dépend Neviges. C’est d’ailleurs à la mère de ce dernier que Nakatenus avait jadis dédié sa Petite Palmeraie.

### Evolution du sanctuaire de 1681 à aujourd‘hui

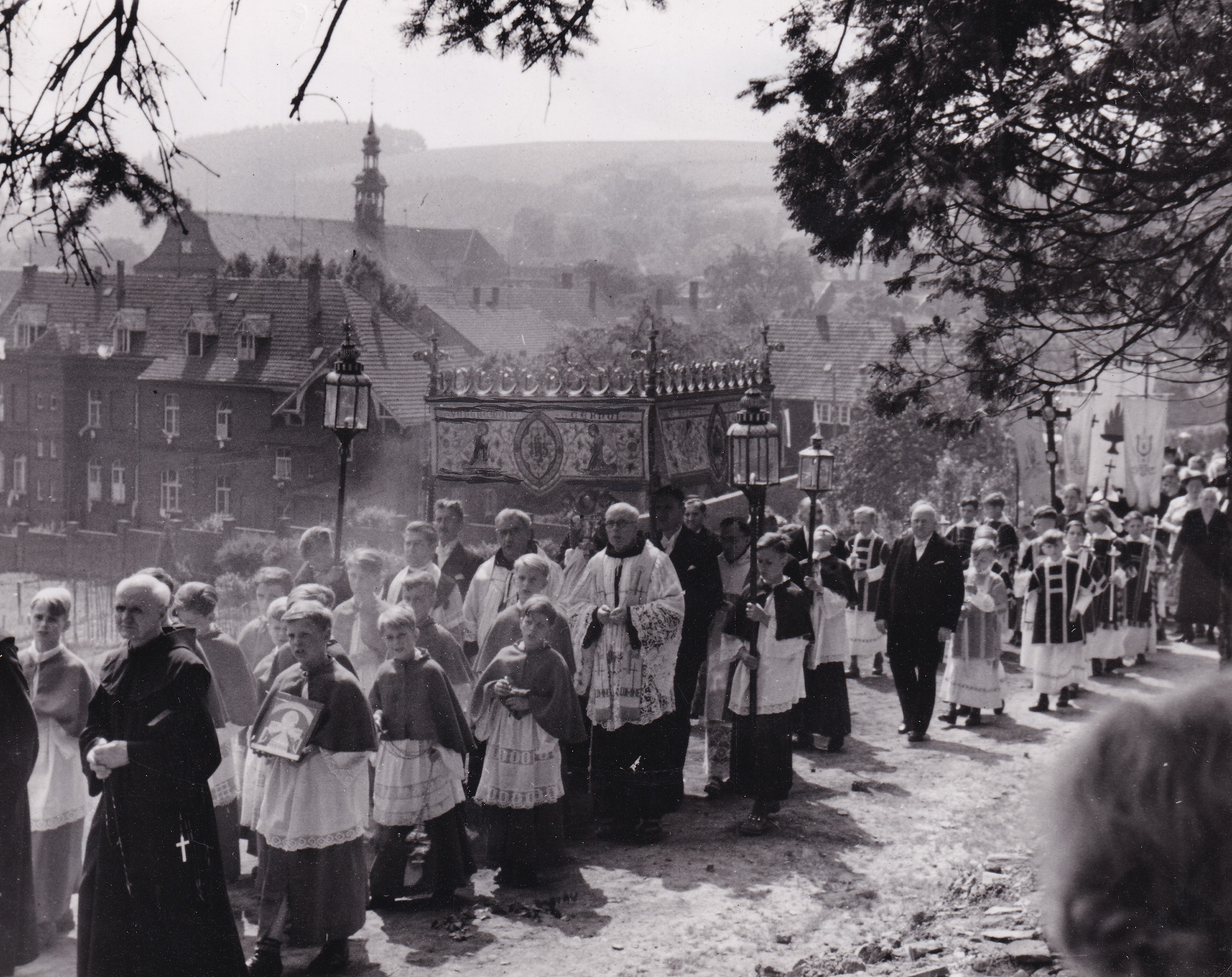
Procession de pèlerinage dans les rues de Neviges

Par la suite, le duc Jean-Guillaume et son épouse Marie-Anne-Josèphe d'Autriche s‘emploient à faire prospérer le pèlerinage. Ils conduisent cinq mille pèlerins de Düsseldorf à Neviges et le duc décrète la répétition annuelle du pèlerinage. Ils font construire en 1682 la chapelle du miracle. A l’abbaye de Werden, le père abbé, dans un document officiel, attribue en 1683 l’origine du pèlerinage au miracle de Dorsten et déclare que Neviges deviendra aussi célèbre que Kevelaer.
En 1688, le vicaire général de Cologne autorise des pèlerinages avec croix et bannières. En 1697, le nonce Fabrizio Paolucci permet aux franciscains d'investir tous les dons dans la construction du monastère et de l’église. En 1710, est fondée la Fraternité de l’Immaculée Conception du Hardenberg, confirmée par le pape Clément XI. En 1728, l’église du sanctuaire dédiée à l'Immaculée Conception, est consacrée. En 1737, le pape Clément XII assure à tous les pèlerins des indulgences plénières. En 1781, dix mille pèlerins fêtent le centenaire du sanctuaire. En 1800, le nombre de catholiques à Neviges est passé de 70 à 1 400.
Certes, en raison du recès de la Diète d'Empire de 1803, le couvent des franciscains est officiellement supprimé en 1804, mais les moines se chargent de la cure et restent en place, en attendant qu’en 1826 le roi de Prusse officialise à nouveau leur existence et qu’en 1845 il leur soit à nouveau permis de recruter. La promulgation, en 1854, du dogme de l’Immaculée Conception relance considérablement le pèlerinage, ainsi qu’en 1881 le jubilé de ses deux cents ans, et ceci malgré, de 1875 à 1886, la seconde suppression du monastère au cours du Kulturkampf. Peu après il est inauguré un grand chemin de croix extérieur avec 14 stations et un calvaire.

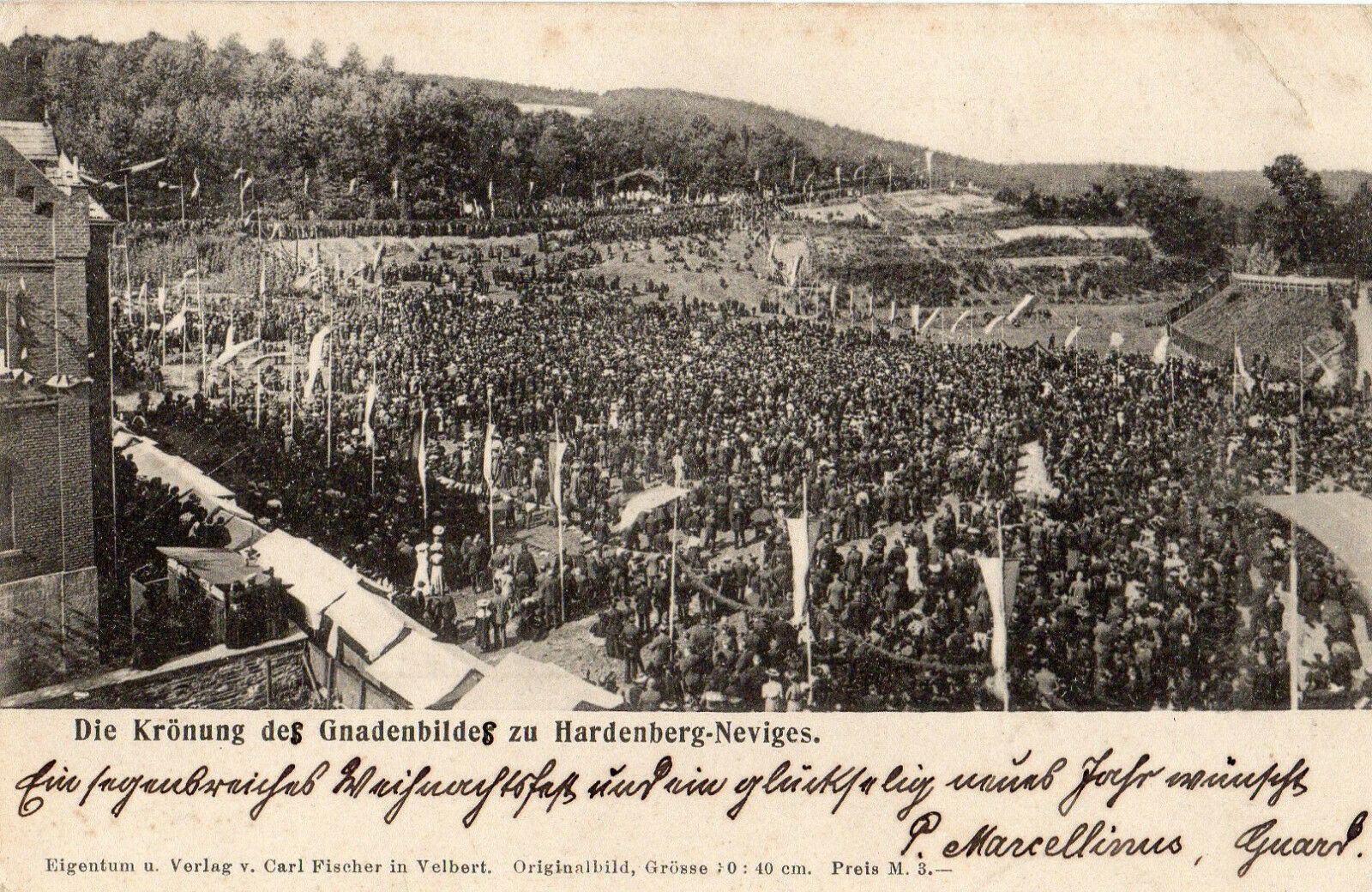
Couronnement de l'image miraculeuse de Neviges 1904

En 1904, le cardinal Fischer procède solennellement au Couronnement de la Vierge. En 1936, on ajoute au chemin de croix un chemin de Marie avec, aujourd’hui, vingt stations (inspirées du rosaire) et une chapelle. Avec 350.000 pèlerins en 1935, le sommet en nombre est atteint. A cette époque une centaine de trains spéciaux par an confèrent à Neviges la réputation d’être le « Lourdes allemand ». On développe une pratique spéciale de prières d’intercessions sous forme d’imploraisons insistantes en groupe, les mains levées (appelées « Sturmandacht », le mot Sturm véhiculant l’idée d’« assaut »).
Le grand soutien du pèlerinage, après la Seconde Guerre mondiale, est le cardinal Josef Frings. C’est sous sa crosse qu’est érigée, de 1966 à 1968 par l’architecte Gottfried Böhm, l’immense église Maria, Königin des Friedens (de) (Marie, Reine de la Paix), appelée aussi « cathédrale des pèlerins » (Wallfahrtsdom) et visitée le 23 septembre 1978 en compagnie des évêques allemands et polonais par le cardinal Karol Wojtyła, vingt-trois jours avant son élection papale.
Après avoir fêté, en 1981, les trois cents ans du sanctuaire, l’Ordre des Frères mineurs, en mal de vocations, a dû abandonner le monastère et le pèlerinage fin janvier 2020. Depuis le 1er septembre de la même année trois prêtres de la Communauté Saint-Martin ont pris la relève.

## Sources et bibliographie
- (de) Gerhard Haun, Die Wallfahrt nach Neviges. Frohn Verlag, Wuppertal 1981.
- René Laurentin et Patrick Sbalchiero, Dictionnaire des apparitions de la vierge. Inventaire des origines à nos jours. Méthodologie, bilan interdisciplinaire, prospective. Fayard, Paris 2007.
- (de) Kurt Küppers, Das Himmlisch Palm-Gärtlein des Wilhelm Nakatenus SJ (1617–1682). Untersuchungen zu Ausgaben, Inhalt und Verbreitung eines katholischen Gebetbuchs der Barockzeit (= Studien zur Pastoralliturgie. Band 4). Pustet, Regensburg 1981,  (ISBN 3-7917-0714-0) Rezension durch Guillaume van Gemert (PDF; 146 kB)
- (de) Herbert Schneider (de), Die Frau im Glanz der Sonne. Das Gnadenbild von Neviges. Paulinus, Trier 2007